# Ovidio Montalbani
Ovidio Montalbani est un médecin et un  botaniste italien, né en 1601 à Bologne et mort en 1671.

## Biographie
Frère puîné de l’érudit Giovanni Battista Montalbani, il suivit son exemple en s’appliquant à l’étude avec beaucoup d’ardeur ; et il termina ses cours en prenant ses degrés dans les facultés de médecine, droit et de philosophie. Nommé, en 1634, professeur de logique à l’Université de Bologne, il remplit successivement dans cette école les chaires de physique, de mathématiques et de morale, avec une réputation qui attirait à ses leçons une foule d’étrangers. Il succéda, en 1657, à Bartolomeo Ambrosini, dans la place de conservateur du cabinet d’histoire naturelle, légué par Ulisse Aldrovandi à sa patrie : la même année le Sénat de Bologne l’honora du titre de son astronome ; et, peu après, il fut désigné pour la chaire de médecine théorique à l’université. Tant d’emplois divers n’étaient pas suffisants pour occuper tous ses moments ; et chaque année voyait éclore quelques nouvelles productions de cet écrivain laborieux. Il avait été l’un des fondateurs de l’Académie des Vespertini, qui tint ses premières assemblées dans sa maison. Il était aussi membre de l'Accademia dei Gelati de Bologne (« l'Innestato »), de l'Accademia degli Indomiti de Bologne (« lo Stellato »), et de l'Accademia della Notte de Bologne (« il Rugiadoso »). Il fut aussi un citoyen actif de Bologne, où il exerça plusieurs magistratures (« Giudice del Foro dei Mercanti e dei Tribuni della plebe »). Il mourut septuagénaire, à Bologne, le 20 septembre 1671.

## Œuvres

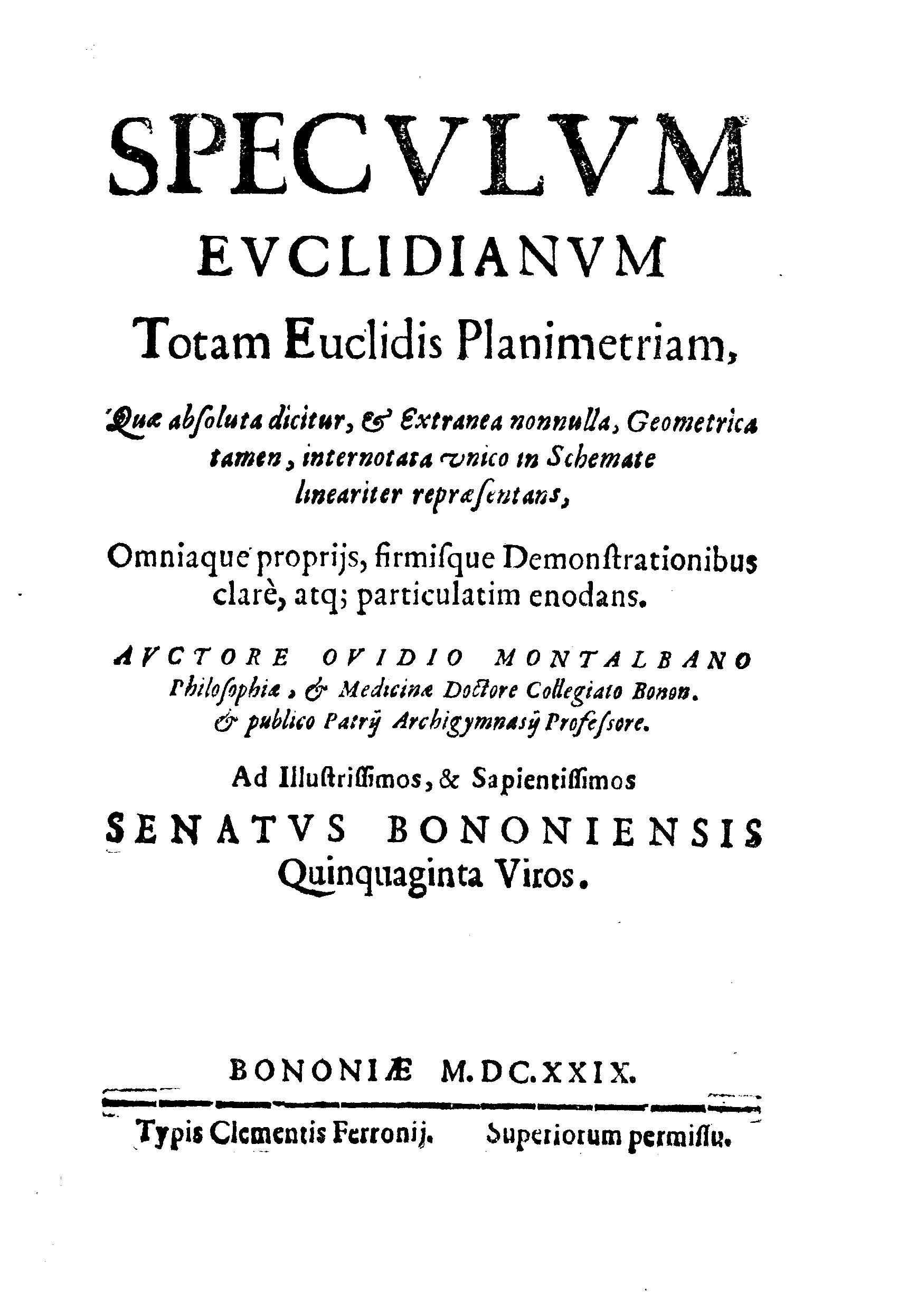
Speculum Euclidianum, 1629

On trouvera la liste de ses ouvrages dans les Scrittori Bolognesi, d’Orlandi et dans les Mémoires de Niceron, t. XXXVII. Niceron n’en compte pas moins de quarante-cinq ; et, cependant, il ne les a pas tous connus. Outre des discours astrologiques (Discorsi astrologici), dont il publia trente volumes (de 1633 à 1671), et qui, parmi beaucoup de principes erronés, contiennent quelques observations utiles, on citera de lui :
- Index omnium plantarum exsiccatarum et cartis agglutinatarum, quæ in proprio musæo conspiciuntur, Bologne, 1624, in-4°. C’est le catalogue de l’herbier qu’il avait formé lui-même, en quatre gros volumes in-fol.
- Speculum Euclidianum, Bologne, Clemente Ferroni, 1629 (lire en ligne).
- De illuminabili lapide Bononiensi epistola, ibid., 1634, in-4°. C’est la pierre du mont Paterno, qui acquiert, par la calcination, la propriété phosphorique.
- Epistolæ variæ ad eruditos viros de rebus in Bononiensi tractu indigenis, ut est lapis illuminabilis et lapis specularis, etc., ibid., 1634, in-4°.
- Clarorum aliquot doctorum Bononiensium elogialia cenotaphia, ibid., 1640, in-4°.
- Minervalia Bonon. civium anademata seu bibliotheca Bononiensis, ibid., 1641, in-16. Ce petit ouvrage, rare et plein de recherches curieuses, a été refondu par Orlandi, dans ses Scrittori Bolognesi. Ovidio l’a publié sous ses le nom anagrammatique de G.-A. Bumaldi, qu’il a conservé à la tête des ouvrages suivants, quoique personne n’ignorât qu’il en fut le véritable auteur.
- Formulario economico cibario e medicinale di materie più facili, e di minor costo, altretanto buone e valevoli quanto le più pretiose, etc., ibid., 1654, in-4°.
- Bibliotheca botanica seu herbaristarum scriptorum promota synodia, ibid., 1657, in-24 ; petit ouvrage rare, que Séguier a réimprimé à la suite de sa Biblioth. botanica, en y ajoutant une table qui facilite les recherches. Les botanistes y sont rangés dans l’ordre chronologique[2].
- Hortus botanographicus herbarum ideas, et facies supra bis mille Autotatas Perpetuam, & facillimam immense cognitionis botanicarum differentiarum ad memoriam, Bologne, Giacomo Monti, 1660 (lire en ligne).
- Vocabolista Bolognese ; nel quale, con recondite historie e curiose eruditioni, si dimostra il parlare più antico della madre de studj come madrelingua d’Italia, ibid., 1660, in-12, de 272 pag. ; rare et curieux. Montalbani y a refondu plusieurs ouvrages qu’il avait déjà publiés sur l’origine du dialecte particulier aux habitants de Bologne, et des proverbes qui y sont en usage. C’est Montalbani qui a rédigé la Dendrologie, ou Histoire naturelle des arbres, pour faire suite aux différents traités publiés par Aldrovandi ou ses continuateurs. Ce volume, qui est le treizième de la collection, fut publié à Bologne, en 1668, et réimprimé à Francfort, en 1690. Thunberg a consacré à l’honneur de ce botaniste, sous le nom de Bumalda, un des nouveaux genres qu’il a établis dans sa Flora Japonica (1784) : il l’aurait, sans doute, appelé Montalbana, s’il eût su que le mot Bumaldus n’était qu’un pseudonyme[3].